# Једнодоме биљке
Једнодоме биљке (монецке) су оне врсте које имају искључиво једнополне цветове, при чему се на једној биљци налазе и женски и мушки цветови.

## Примери
Једнодоме биљке су кукуруз, многе оштрице, бреза, леска, орах, храст, буква, копривић и многе друге.